# Hørður Askham
Hørður Heðinsson Askham (sinh ngày 22 tháng 9 năm 1994) là một cầu thủ bóng đá Quần đảo Faroe hiện đang thi đấu ở vị trí hậu vệ cho câu lạc bộ HB và Đội tuyển bóng đá quốc gia Quần đảo Faroe.

## Sự nghiệp thi đấu quốc tế
Askham ra mắt quốc tế cho Quần đảo Faroe vào ngày 5 tháng 9 năm 2019, trong trận đấu thuộc khuôn khổ Vòng loại giải vô địch bóng đá châu Âu 2020 gặp Thụy Điển. Trận đấu kết thúc với tỷ số 4-0 nghiêng về Thụy Điển.

## Thống kê sự nghiệp

### Quốc tế
Tính đến 5 tháng 9 năm 2019
| Quần đảo Faroe | Quần đảo Faroe | Quần đảo Faroe |
| Năm            | Trận           | Bàn thắng      |
| -------------- | -------------- | -------------- |
| 2019           | 1              | 0              |
| Tổng cộng      | 1              | 0              |